# Fàbrica de seda de Tomioka
La Manufactura de seda de Tomioka és la fàbrica moderna de filat de seda més antiga del Japó, inaugurada l'any 1872 pel govern japonès per implantar màquines de filat modernes des de França i estendre aquesta tecnologia pel país. Va rebre de part del govern la designació com a lloc històric i tots els seus edificis es troben en molt bon estat de conservació. És una gran fàbrica a l'antiga ciutat de Tomioka, a la prefectura de Gunma, Japó, que es troba a uns 100 km. al nord-oest de Tòquio.

## Història
Poc després de la Restauració Meiji a la fi del segle xix, el govern japonès va accelerar la modernització del Japó per posar-se a l'altura de les nacions europees. La seda bruta japonesa era l'exportació més important i era el principal factor del creixement de l'economia japonesa de l'època. Malgrat això, durant aquest auge la indústria de la seda japonesa va començar a sacrificar la qualitat de la seda en benefici de la quantitat, la qual cosa va perjudicar notablement la reputació del Japó com a productor de seda bruta. Com a resultat, el govern nacional va decidir fundar la manufactura de seda de Tomioka com a model de fàbrica equipada amb la maquinària més sofisticada per millorar així la qualitat de la seda.
L'any 1870, Paul Brunat, que treballava en la companyia francesa de Yokohama, va buscar llocs adequats per a la manufactura de seda a la regió de Kantō i va escollir el situat a la ciutat de Tomioka entre els candidats.
La construcció va començar l'any 1871, va acabar al juliol de l'any següent i tres mesos després la fàbrica ja havia començat a funcionar. Al principi hi havia a l'edifici 150 màquines de filat de seda que formaven una debanadora automàtica de 140 metres de llarg al centre de la fàbrica, la major del món en aquell moment. Gairebé 400 operàries operaven les màquines de la manufactura i la seva forma de vida va quedar registrada en el diari d'una d'elles, Wada Ei.
La manufactura de seda de Tomioka es concentrava a oferir seda bruta d'alta qualitat. Però encara que la seva seda gaudia de bona reputació a l'estranger, des del principi es van donar sempre pèrdues econòmiques. Fins i tot després de reduir els costos va seguir sofrint dèficits crònics, raó per la qual el govern va decidir privatitzar la manufactura i va transferir el negoci al Grup Mitsui a l'any 1893. L'any 1902 va ser transferida de nou, del Grup Mitsui a la Companyia Hara.
L'any 1939 (14º any de l'Era Showa), l'edifici va tornar a canviar d'amo i va passar a ser propietat d'Indústries Katakura, la major companyia de filat de seda del Japó. La manufactura de seda de Tomioka va contribuir activament al creixement de l'economia del Japó durant i després de la II Guerra Mundial. La fàbrica va ser tancada al març de 1987, però en la seva condició de lloc històric es va mantenir en bon estat de conservació.

## Patrimoni de la Humanitat
El govern japonès va designar l'any 2005 la manufactura de seda de Tomioka com a lloc històric i va ser transferida a la ciutat de Tomioka. El 21 de juny de 2014 va passar a ser part del Patrimoni de la Humanitat de la Unesco amb el nom de Manufactura de seda de Tomioka i llocs connexos.
La manufactura, construïda pel govern japonès i equipada amb maquinària importada de França, consta de quatre parts diferents, corresponents a les diferents etapes de producció de la seda bruta: un magatzem refrigerat per als ous dels cucs; una granja experimental per produir els capolls; una factoria per desenrotllar la fibra d'aquests i filar la seda bruta; i un centre d'ensenyament per a difondre coneixements relacionats amb la sericicultura. Aquest lloc, que exemplifica l'afany del Japó per adoptar les tècniques més avançades de producció en massa, no només va arribar a ser un element decisiu de la renovació de la sericicultura japonesa en l'últim quart segle xix, sinó que a més va marcar una fita en la entrada del país a la moderna era industrial, convertint-lo en el primer exportador mundial de seda bruta, destinada principalment a França i Itàlia.

## Galeria d'imatges

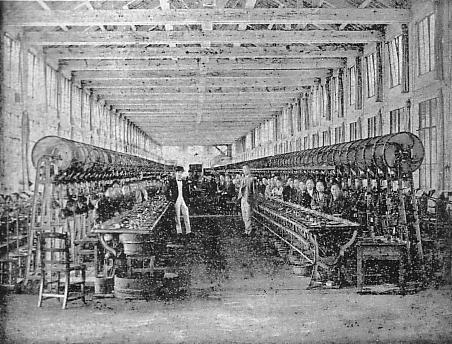
Interior de la fàbrica
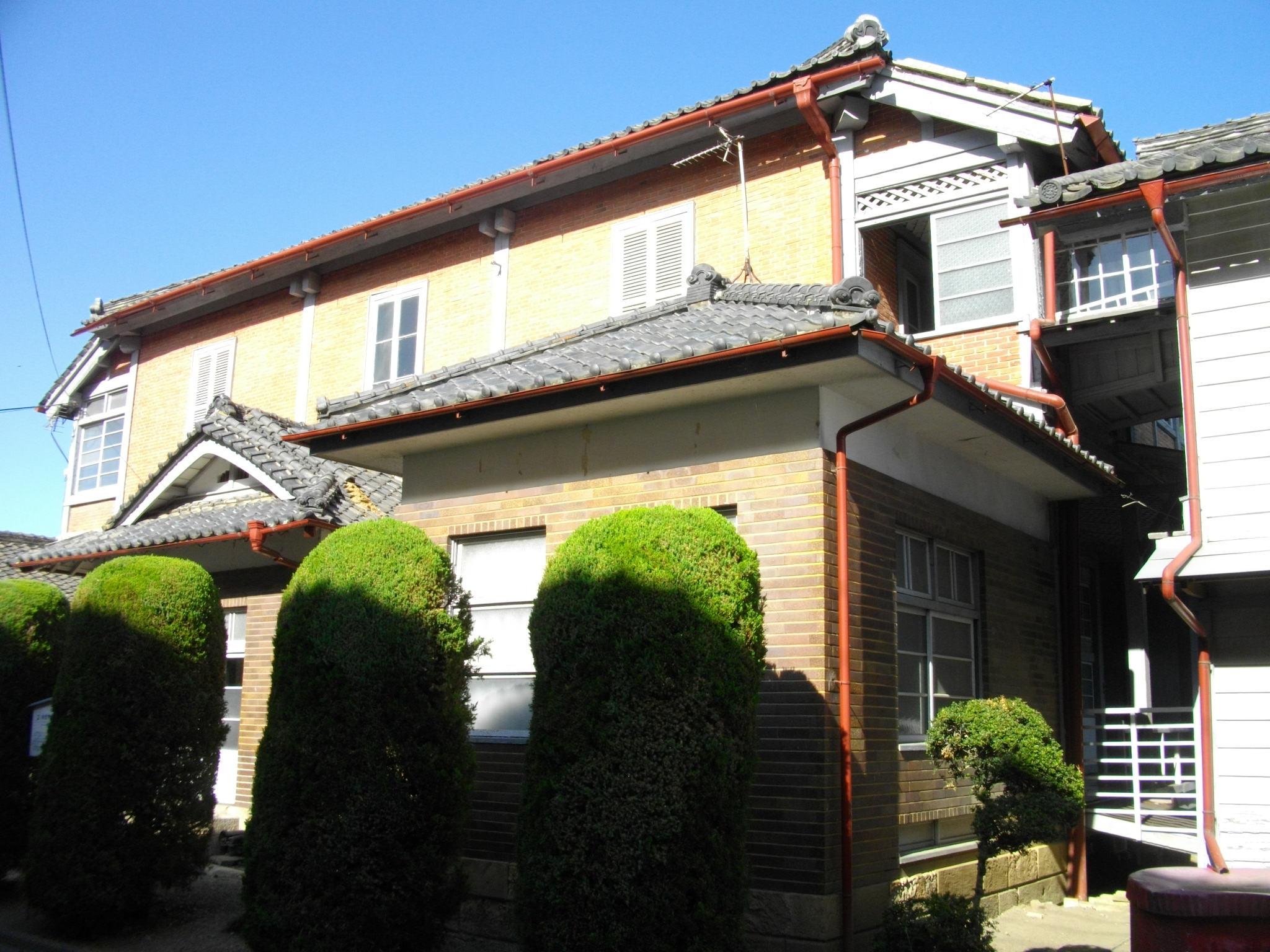
Casa dels inspectors
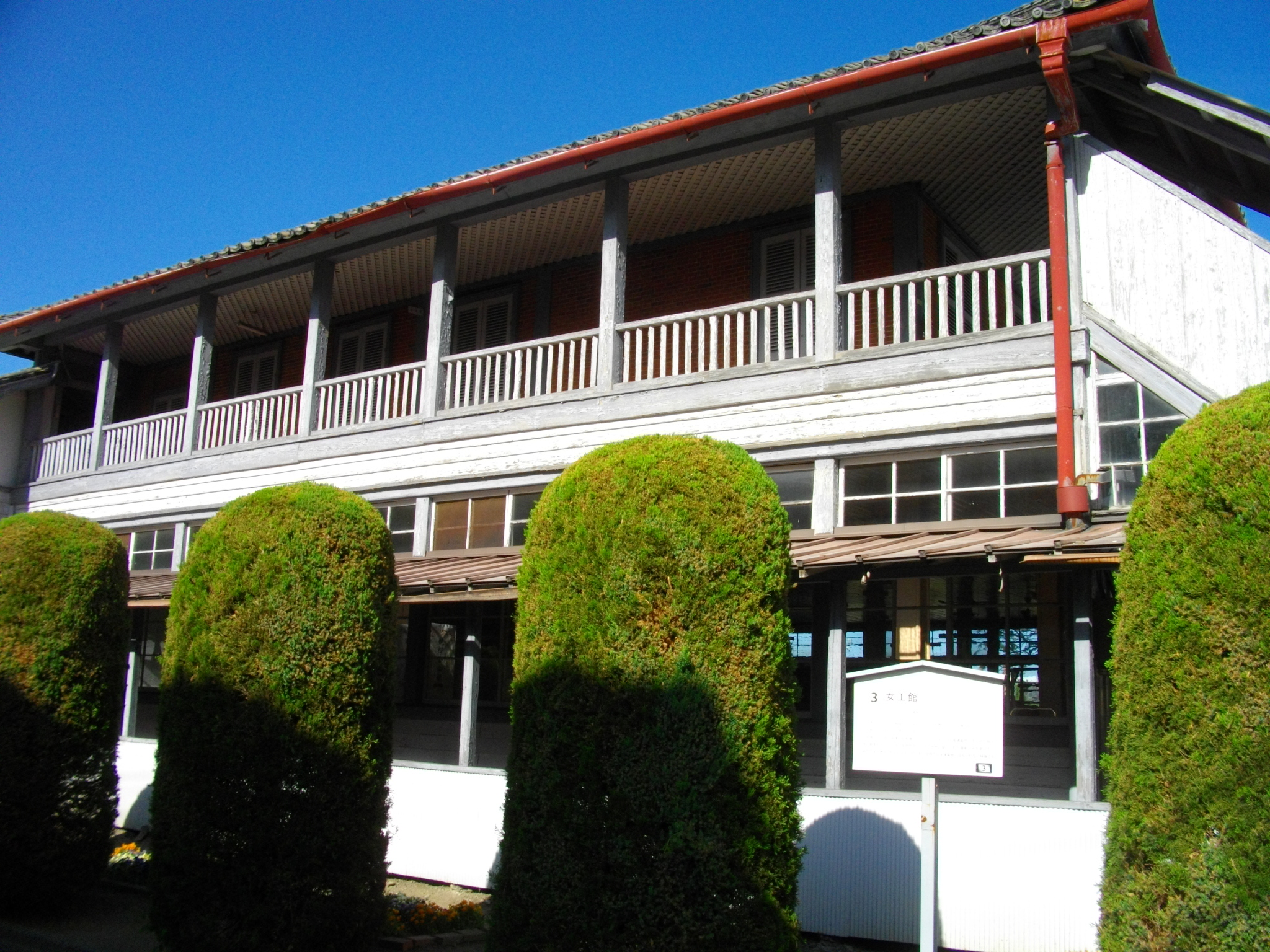
Dormitori per les instructores franceses
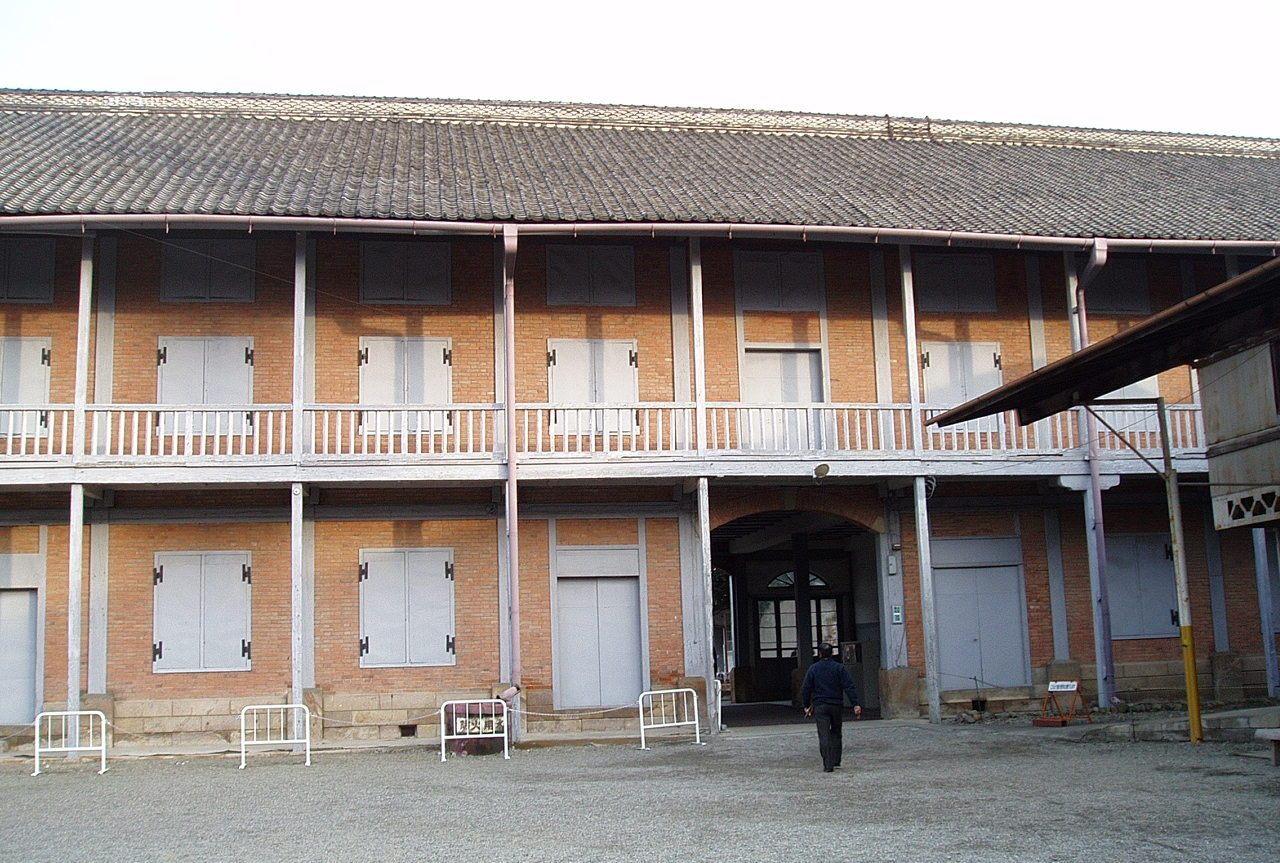
Edifici per la cura dels capolls de seda
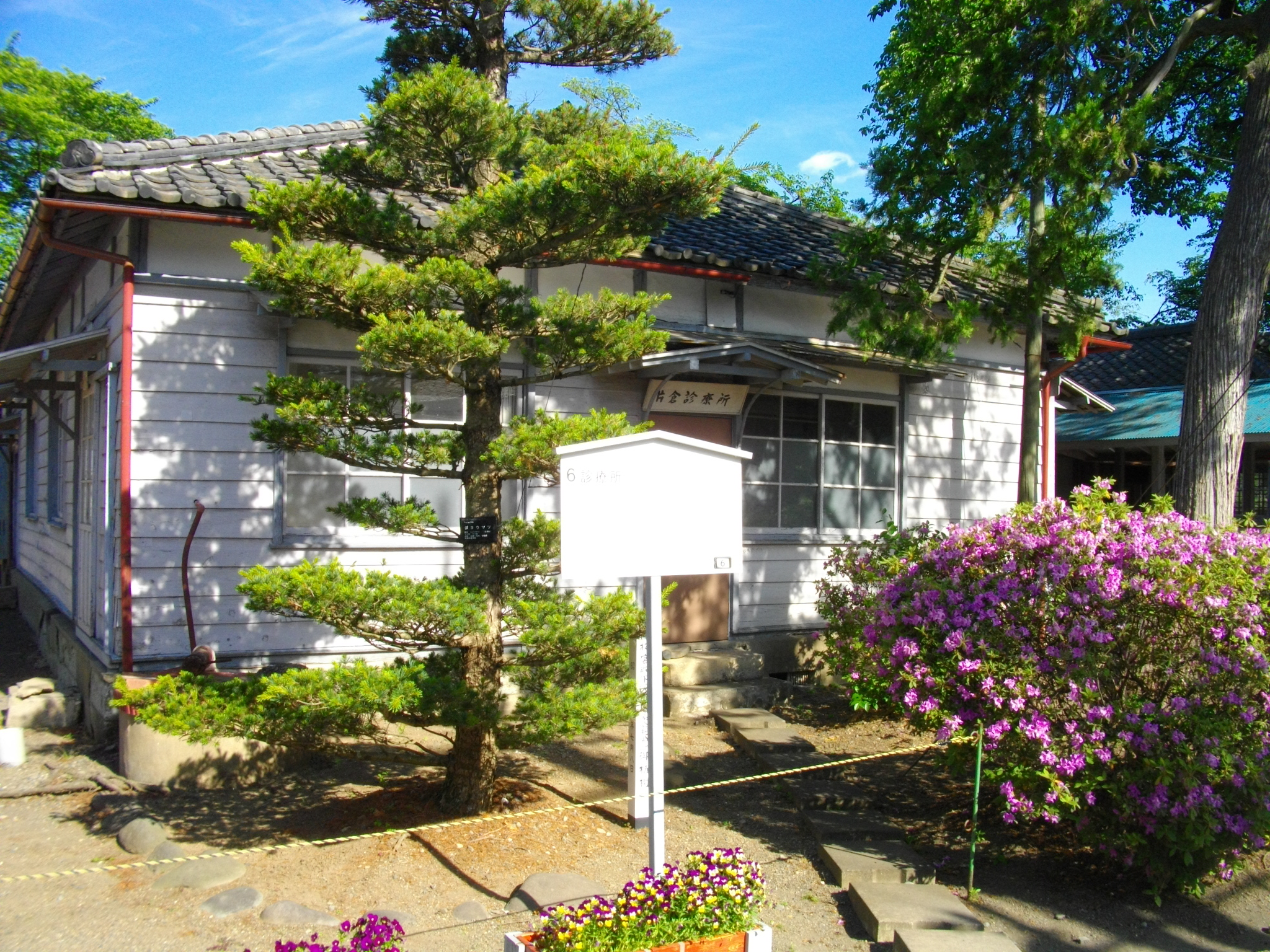
Infermeria
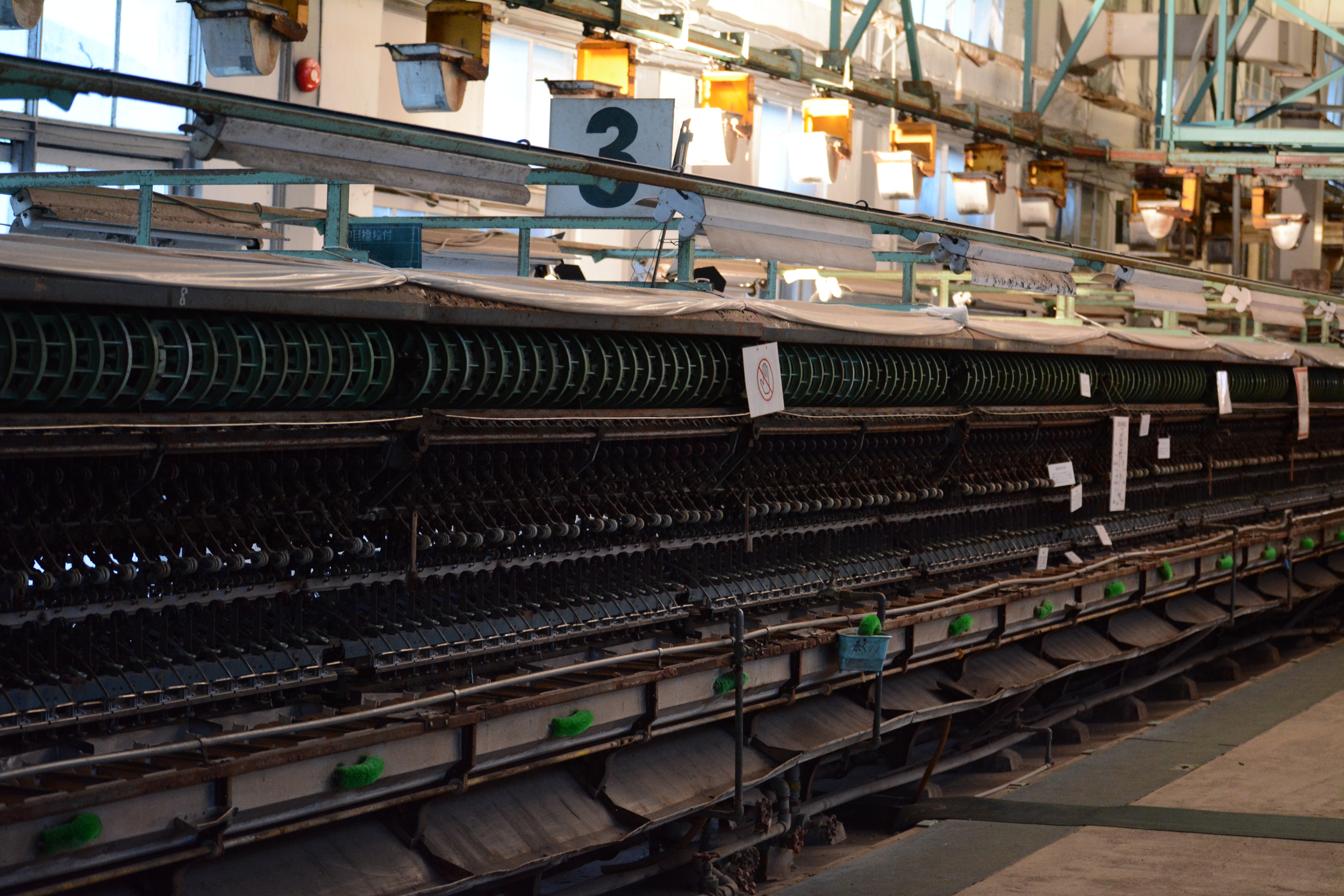
Maquinaria
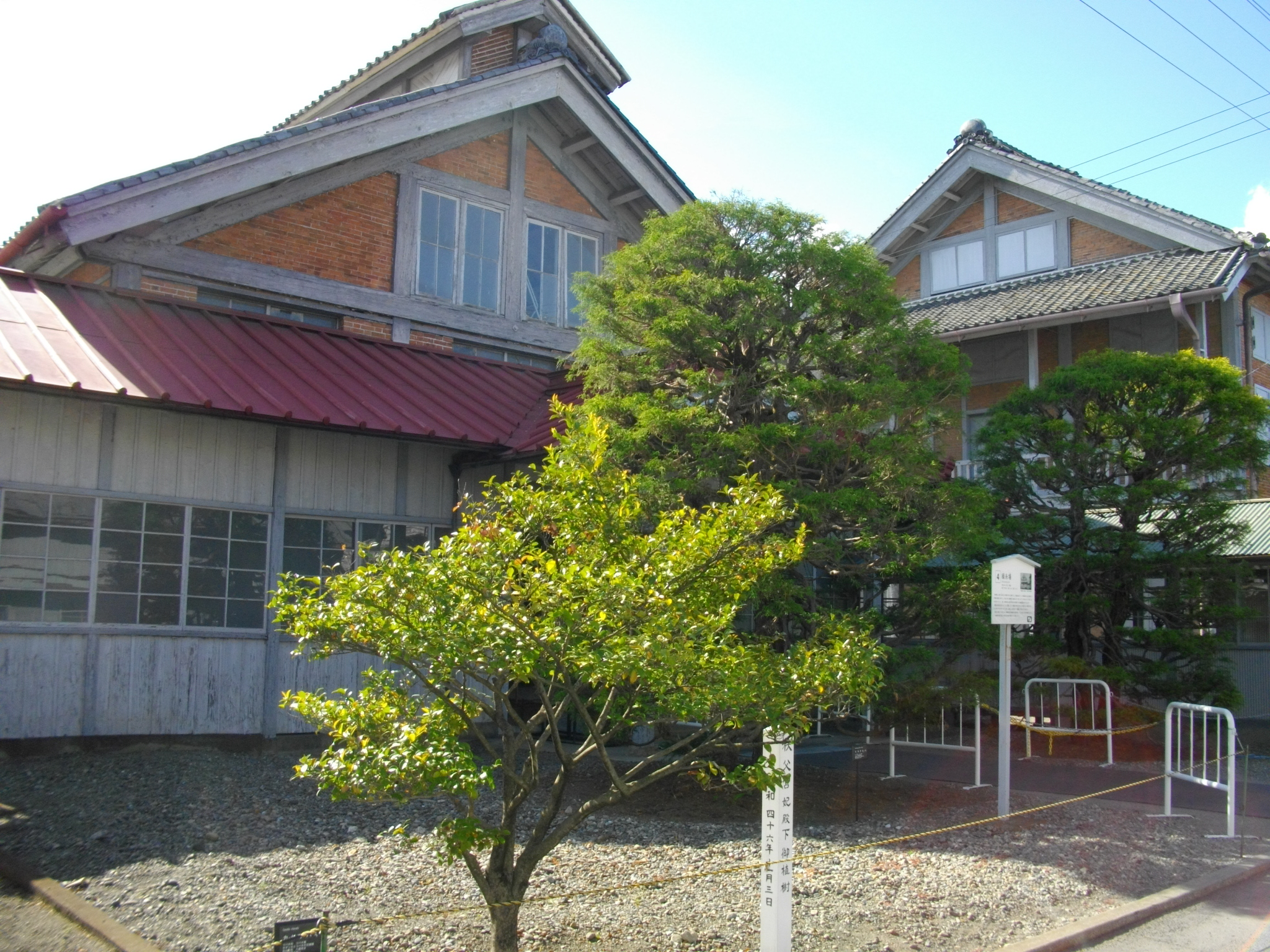
Molí
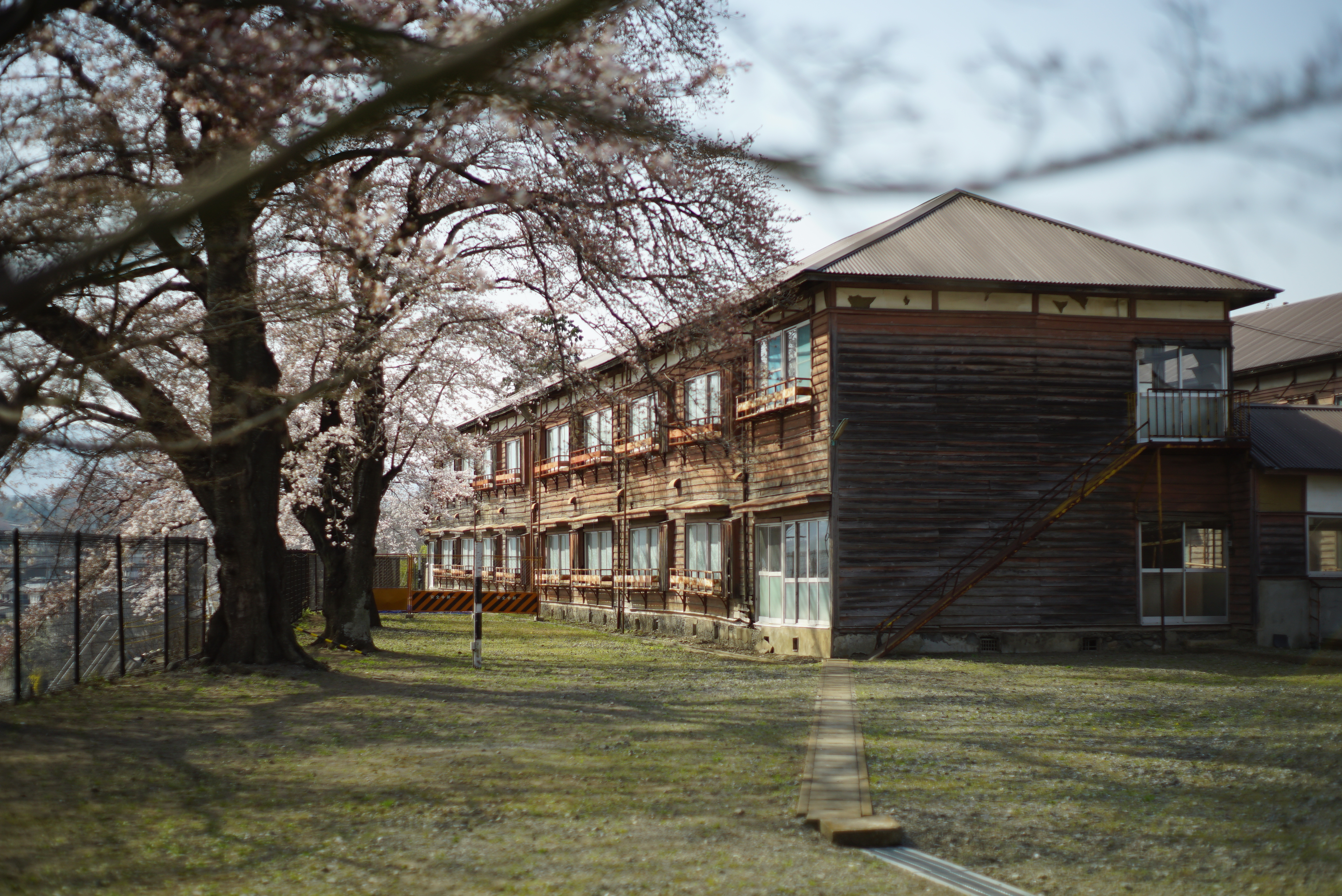
Dormitoris
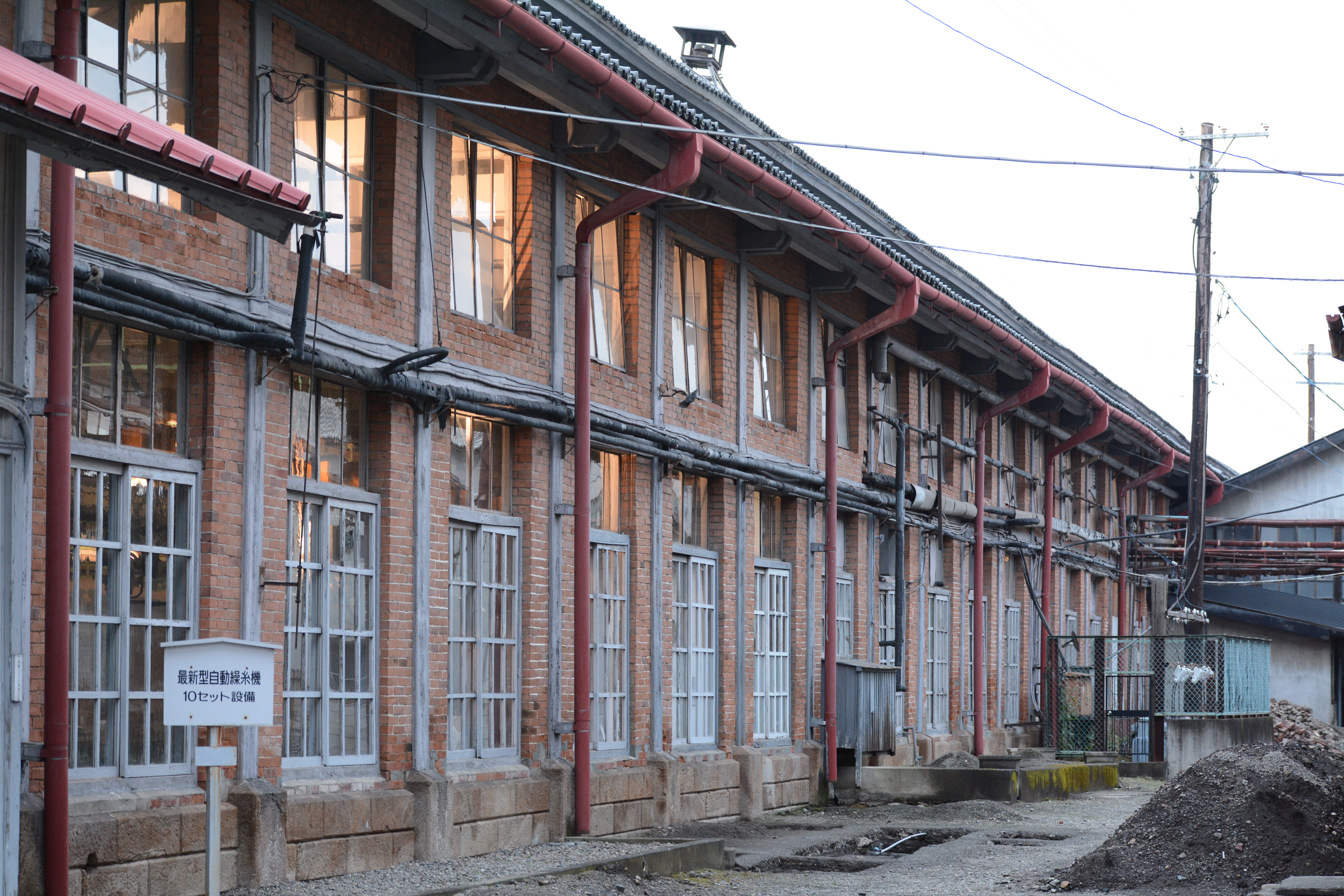
Edifici principal
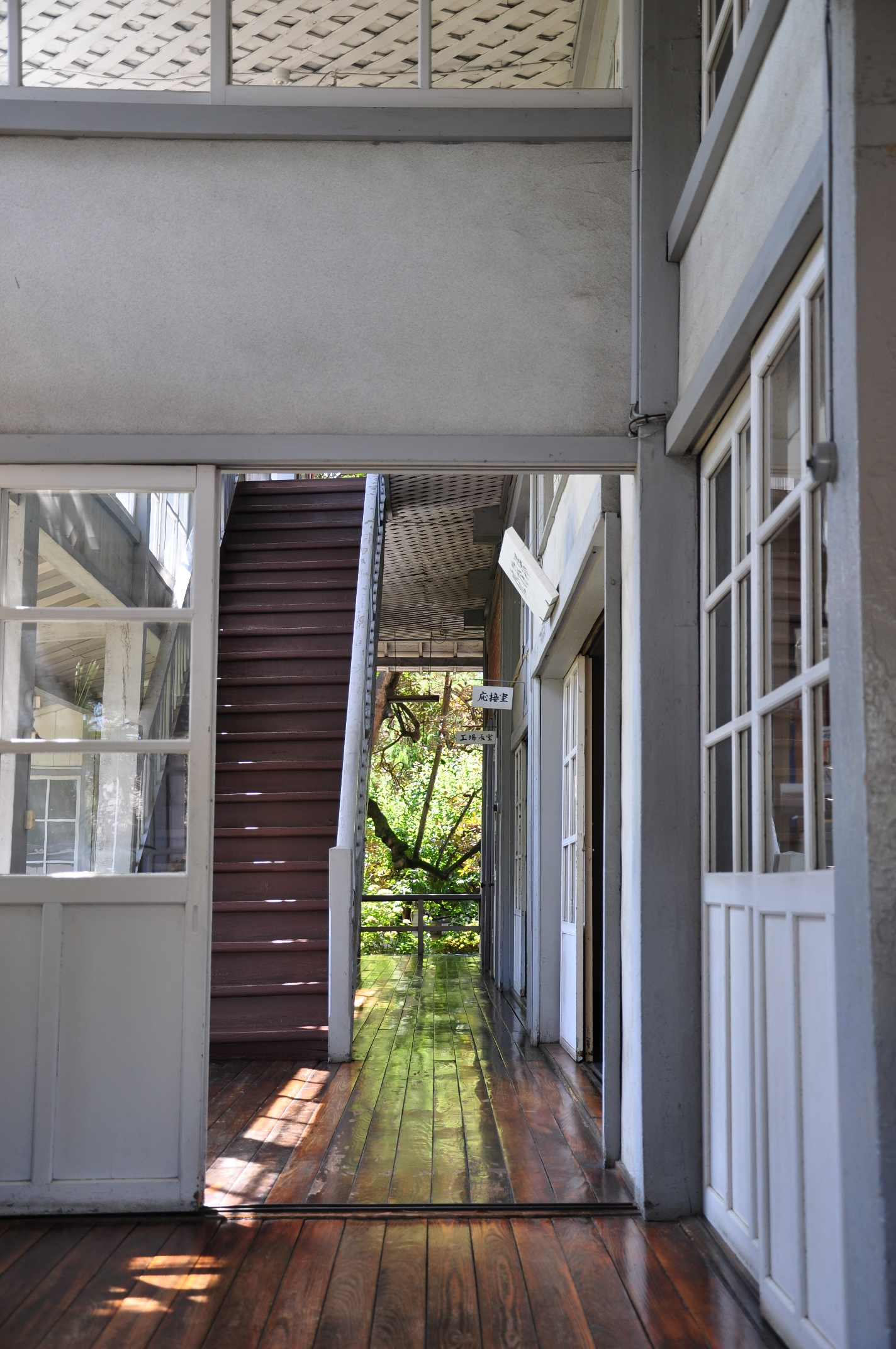
Oficines
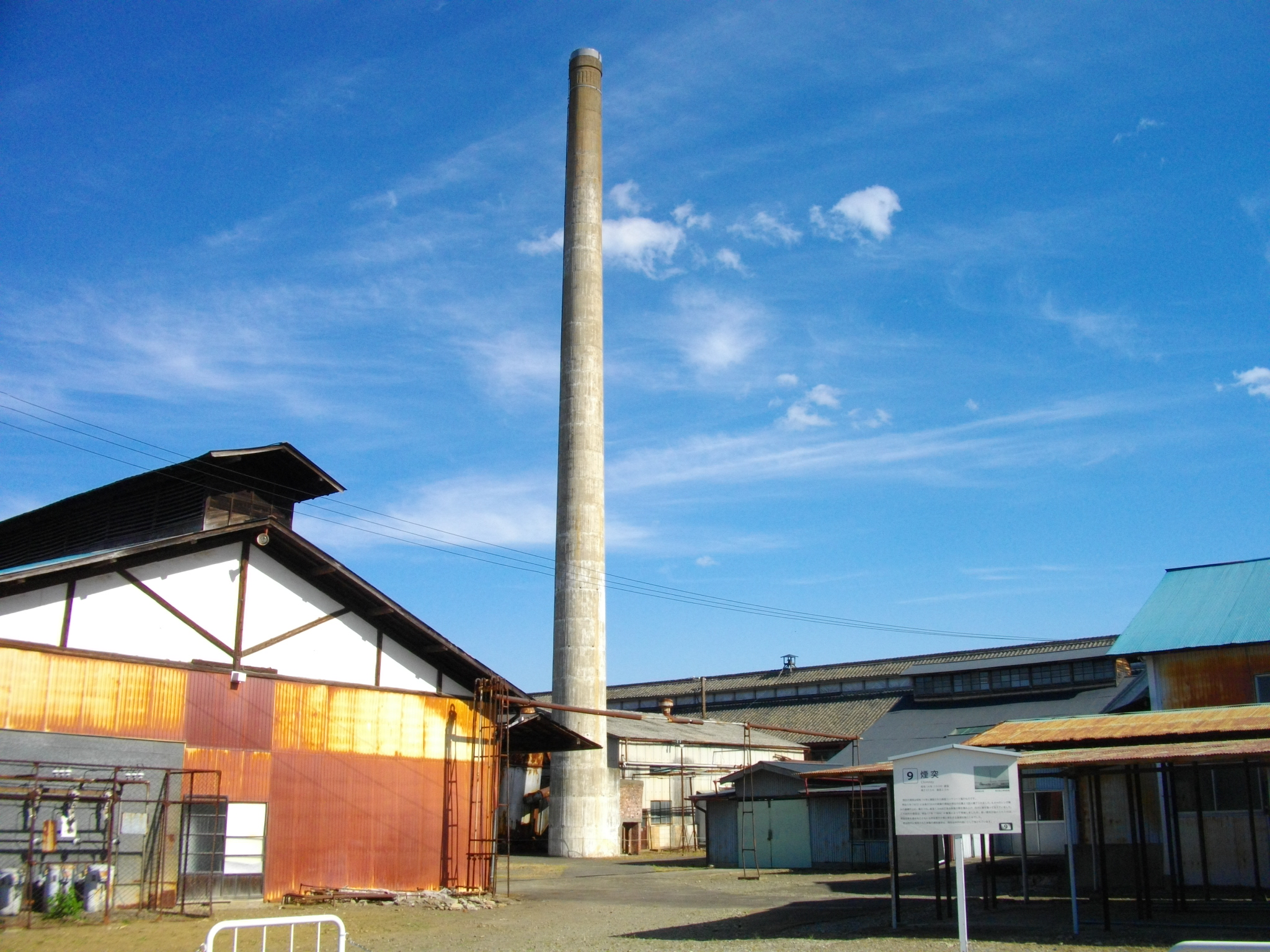
Xemeneia
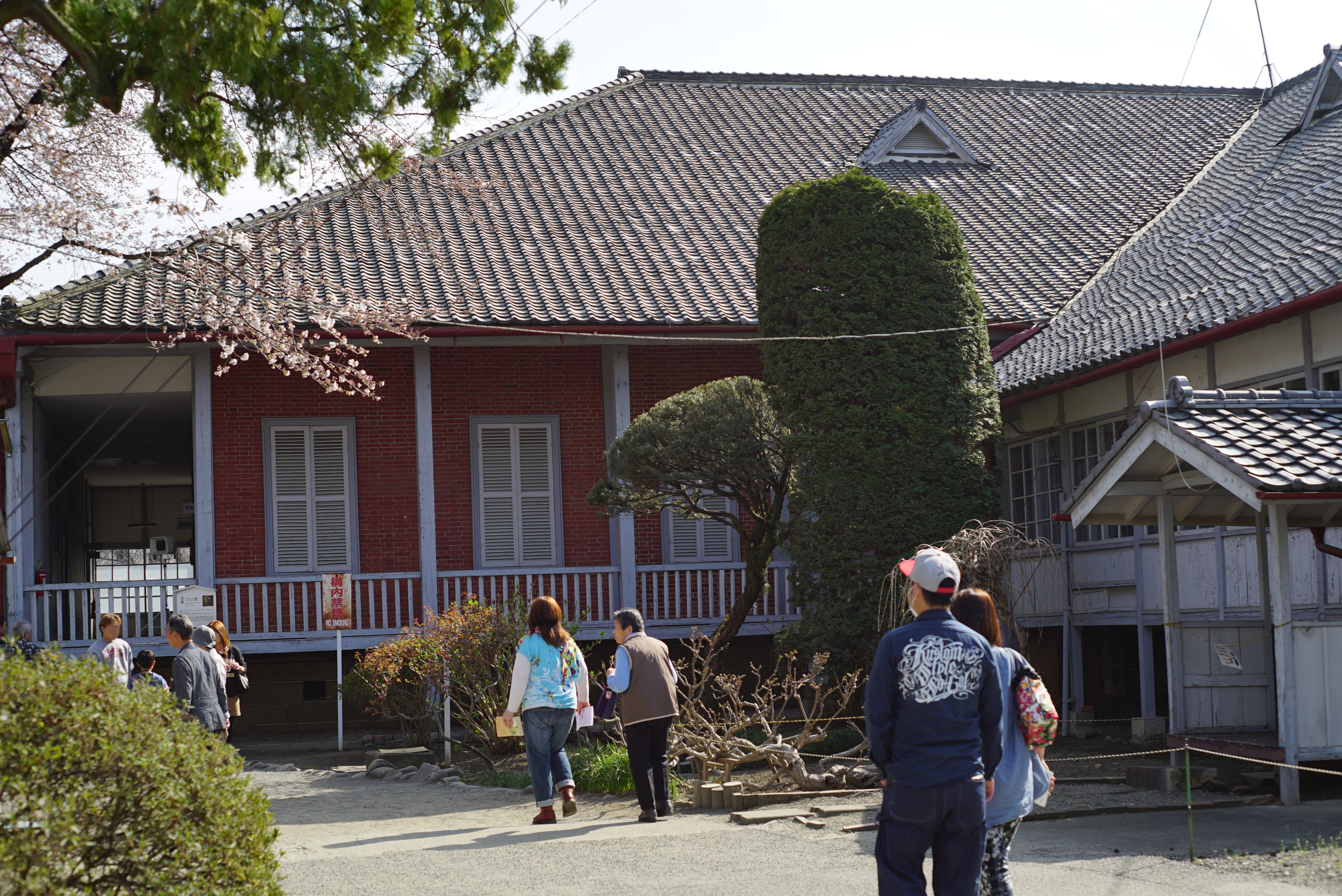
Mansió